# Primo Levi
Primo Levi (n. 31 iulie 1919, Torino, Italia – d. 11 aprilie 1987, Torino, Italia) a fost un scriitor și chimist italian, care a fost martor al ororilor naziste și supraviețuitor al Holocaustului. În opera sa autobiografică Mai este oare acesta un om? și-a descris experiențele din lagărul de la Auschwitz.

## Copilăria
Primo Levi a crescut în Torino, într-o familie de evrei liberali. Tatăl său, Cesare, a lucrat pentru firma Ganz și a petrecut o mare parte a timpului său de lucru în străinătate, în Ungaria. Cesare a fost un cititor pasionat și autodidact. Mama sa, Ester „Rina” Luzzati, a fost educată la Institutul Maria Letizia, vorbea fluent franceza și cânta la pian. Căsătoria lor a fost aranjată de tatăl Rinei, care le-a dat „casa familiei”, apartamentul de pe Via Re Umberto unde Primo Levi s-a născut, a trăit cea mai mare parte a vieții sale și a murit.
Sora sa, Anna Maria, s-a născut în 1921. Ei au fost apropiați pe tot parcursul vieții lor.
În 1925 Levi a urmat studiile școlii primare Felice Rignon din Torino.

## Al Doilea Război Mondial și Auschwitz-ul
În toamna anului 1943 Levi s-a alăturat Rezistenței italiene. În decembrie 1943 a fost capturat de milițiile fasciste și, dat fiind faptul că era evreu, a fost internat în lagărul de la Fossoli de lângă Modena. Ulterior, în februarie 1944, alături de ceilalți deținuți din lagăr, a fost deportat la Auschwitz. A supraviețuit până la eliberarea lagărului de către Armata Roșie, iar în 1945 a fost repatriat în Italia, după o lungă călătorie prin toată Europa, pe care a descris-o în cartea Armistițiul.

## Moartea
A murit la 11 aprilie 1987, căzând în gol în casa scărilor de la etajul al treilea al locuinței sale. Unii dintre biografii săi sunt de părere că scriitorul s-a sinucis, date fiind episoadele de depresie ce au precedat moartea acestuia. Această teorie este însă contestată pe următoarele baze: nu s-a găsit niciun bilet care să explice gestul său, un chimist ca Primo Levi ar fi putut alege o metodă mult mai sigură și mai simplă pentru a-și curma viața decât aruncarea în gol și scriitorul avea proiecte concrete de viitor.

## Traduceri în limba română
- Povestirea Mimetizatorul de Damiano Malabaila (pseudonimul lui Primo Levi) (prima dară apărută în CPSF 297/1967; traducere a povestirii „Alcune applicazioni del Mimete” de către Iancu G. Bîrlădeanu), republicată în Anticipația CPSF  475/1991
- Mai este oare acesta un om? (în original: Se questo è un uomo), Polirom, Iași, 2004 (trad. de Doina Condrea Derer)
- Armistițiul (în original: La Tregua), Polirom, Iași, 2004 (trad. de Doina Condrea Derer)